# BMW Seria 4
BMW Seria 4 este o gamă de mașini executive compacte comercializate de BMW din 2013. Seria 4 a fost creată atunci când BMW a transformat modelele cu 2 uși (coupé și decapotabilă) ale Seria 3 într-o gamă separată. Seria 4 este în prezent la a doua generație.